# نوبورو ناكامورا
نوبورو ناكامورا (باليابانية: 中村登 ) (و. 1913 – 1981 م) هو مخرج أفلام، وكاتب سيناريو ياباني، توفي في اليابان، عن عمر يناهز 68 عاماً، بسبب سرطان.

## التعليم
تعلم في جامعة طوكيو.

## جوائز
حصل على جوائز منها:
- الميدالية بنفسجية الشريط  [لغات أخرى]‏ (1979).

## وصلات خارجية
- نوبورو ناكامورا على موقع IMDb (الإنجليزية)
- نوبورو ناكامورا على موقع روتن توميتوز (الإنجليزية)
- نوبورو ناكامورا على موقع ألو سيني (الفرنسية)
- نوبورو ناكامورا على موقع أول موفي (الإنجليزية)
- نوبورو ناكامورا على موقع قاعدة بيانات الفيلم (الإنجليزية)
- نوبورو ناكامورا على موقع كينوبويسك (الروسية)